# João Grosso
João Pedro Ascenso Grosso (Porto de Mós, 11 febbraio 1994) è un cestista portoghese.
Alto 196 cm, gioca come ala.

## Carriera
Dal 2018 fa parte della nazionale di pallacanestro del Portogallo.

## Palmarès

### Club
- Supercoppa del Portogallo: 1

Porto: 2016
- Coppa di Lega portoghese: 1

Oliveirense: 2020
- NLB: 1

Pully Lausanne Foxes: 2022-23

### Individuale
- MVP Finals NLB: 1

2022-23